# Nébuleuse du Serpent
La nébuleuse du Serpent (Barnard 72) est une nébuleuse obscure située à environ 650 années-lumière de la Terre dans la constellation d'Ophiuchus. Elle doit son nom à sa forme en « S ».